# Bodabar
Bodabar (nep. बोडाबर) – gaun wikas samiti w zachodniej części Nepalu w strefie Lumbini w dystrykcie Rupandehi. Według nepalskiego spisu powszechnego z 2001 roku liczył on 1057 gospodarstw domowych i 7522 mieszkańców (3611 kobiet i 3911 mężczyzn).